# Jean Pélégri
Pour les articles homonymes, voir Pelegri.
Jean Pélégri est un romancier, poète et acteur et écrivain français né à Rovigo (Algérie) le 20 juin 1920 et mort à Paris le 24 septembre 2003.

## Biographie
Écrivain et professeur de lettres, ami de Mohammed Dib, Kateb Yacine, Rabah Belamri, Mourad Bourboune et de la plupart des écrivains algériens dont, comme Jean Sénac, il se réclamait, Pélégri s'est toujours considéré comme un « Algérien de cœur ». Il a accompagné de ses préfaces les expositions de ses amis peintres Baya, Abdallah Benanteur, Mohammed Khadda, Jean de Maisonseul. Il a également participé comme scénariste, dialoguiste et acteur au film Les Oliviers de la justice, adapté de son roman, qui a obtenu en 1962 le prix des Écrivains de cinéma et de télévision au festival de Cannes.
Jean Pélégri était aussi professeur au Lycée Buffon (Paris 15e); outre le français, il y abordait et faisait découvrir à ses élèves le théâtre.

## Jugements
« Aucun écrivain français d'Algérie, pied-noir comme on dit aujourd'hui sottement, n'a accepté comme il a fait l'Algérie tout entière et telle qu'elle était depuis toujours. Peut-être, à la rigueur, le poète Jean Sénac. Mais ni Gabriel Audisio, ni Emmanuel Roblès, ni Jules Roy, ni Albert Camus ne se sont sentis, comme Jean Pélégri, aussi naturellement que lui, fils de toutes les Algérie, arabe, berbère, espagnole et française. Depuis les Oliviers de la justice jusqu'au Maboul, c'est un véritable cante jondo de l'Algérie paysanne qui est chanté par lui dans sa complexité baroque. Le Maboul est, avec Nedjma de Kateb Yacine, le seul roman faulknérien de notre littérature. »
Jean Daniel, Pélégri l'Algérien, Le Nouvel Observateur, Paris, 8 octobre 2003.

## Publications

### Romans et théâtre
- L'Embarquement du lundi, Gallimard, Paris, 1952.
- Les Oliviers de la justice, Gallimard, Paris, 1959. Grand Prix catholique de littérature 1960. Rééd. dans Algérie. Un rêve de fraternité, anth. coordonnée et présentée par Guy Dugas. Paris, Omnibus, 1998.
- Le Maboul, Gallimard, Paris, 1963.
- L'Homme-caillou, Abdallah Benanteur, Paris, 1965.
- Les Monuments du déluge, Christian Bourgois, Paris, 1967.
- Slimane (pièce en quatre actes), Christian Bourgois, Paris, 1968, créée le 14/11/1968 au Théâtre de la Commune (Aubervilliers), mise en scène J.Luc Combaluzier, avec Jim Adhi Limas.
- L'Homme mangé par la ville (dramatique), France-Culture, 1970.
- Le Cheval dans la ville, Gallimard, Paris, 1972.
- Le Maître du Tambour (pièce), Théâtre Jean Vilar, Suresnes, 1974.
- Ma mère, l'Algérie, Laphomic, Alger, 1989 ; Actes Sud, 1990  (ISBN 286869554X).
- Les Étés perdus, Le Seuil, Paris, 1999  (ISBN 2020367580).

## Filmographie
- Pickpocket, de Robert Bresson (1959) : l'inspecteur principal
- Les Oliviers de la justice (1962), film réalisé par James Blue
- Le Grand Carnaval d' Alexandre Arcady (1983) : Honoré
- Thérèse de Alain Cavalier (1986) : Monsieur Martin, le père de Thérèse (Catherine Mouchet) et de Céline
- Fréquence meurtre de Élisabeth Rappeneau (1988) : le docteur Pastor